# 14412 Wolflojewski
14412 Wolflojewski este un asteroid din centura principală de asteroizi.

## Descriere
14412 Wolflojewski este un asteroid din centura principală de asteroizi. A fost descoperit pe 9 septembrie 1991 la Tautenburg de Lutz Dieter Schmadel și Freimut Börngen. Asteroidul prezintă o orbită caracterizată de o semiaxă mare de 2,28 ua, o excentricitate de 0,09 și o înclinație de 4,5° în raport cu ecliptica.